# Diadema palmeri
Espèce
Diadema palmeri est une espèce d'oursins réguliers tropicaux de la famille des Diadematidae, caractérisée par de très longues épines et une couleur rouge flamboyant.

## Description

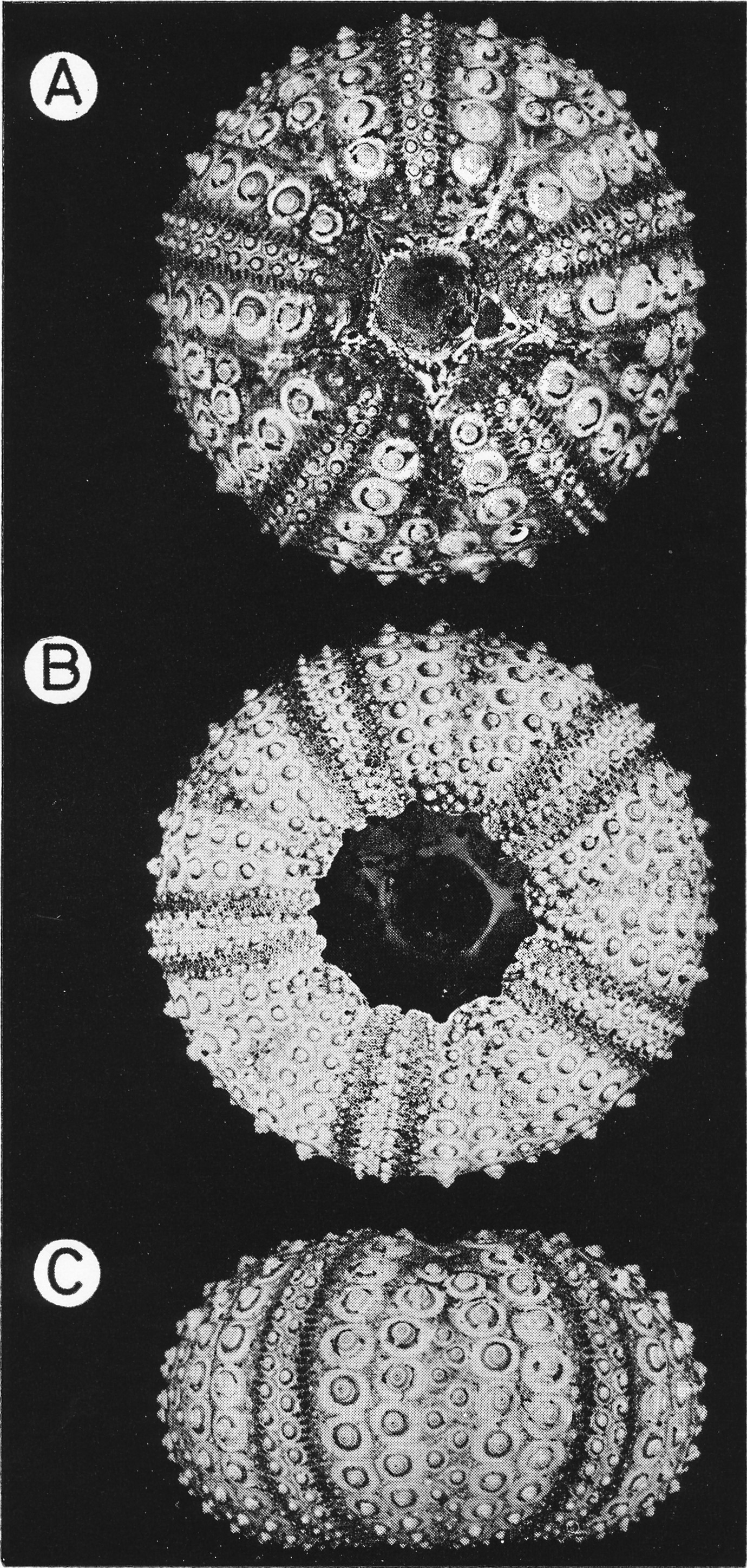
Test de Diadema palmeri.

Comme toutes les espèces du genre Diadema, son test (coquille) est relativement petit (jusqu'à 8 cm de large pour 4,5 cm de haut) comparativement à ses radioles (piquants) fines et creuses qui peuvent mesurer jusqu'à 30 cm, lui assurant une bonne défense et une locomotion rapide. Celles-ci sont réparties en dix groupes bien délimités, et sont généralement rouge flamboyant comme le test, mais peuvent parfois être plus sombres, plus claires ou annelées (surtout chez les juvéniles), et même varier sur le même individu (avec par exemple des radioles secondaires plus claires). Il semble exister une forme noire, entretenant la confusion avec les autres espèces du genre Diadema. Le plus souvent, on peut distinguer sur la partie aborale du test un motif très visible formé de cinq lignes claires bordées de bleu iridescent (iridophores) et se terminant en chevrons, délimitant les plaques ambulacraires. La papille anale est petite mais bien visible, généralement ornée d'un anneau noir autour de son orifice.
Il peut être confondu avec de jeunes Astropyga radiata, mais ses radioles sont plus longues et sa forme plus ronde (il a une silhouette très typique des Diadema).
Sur le plan squelettique, cette espèce se distingue au sein de son genre par son disque apical monocyclique.

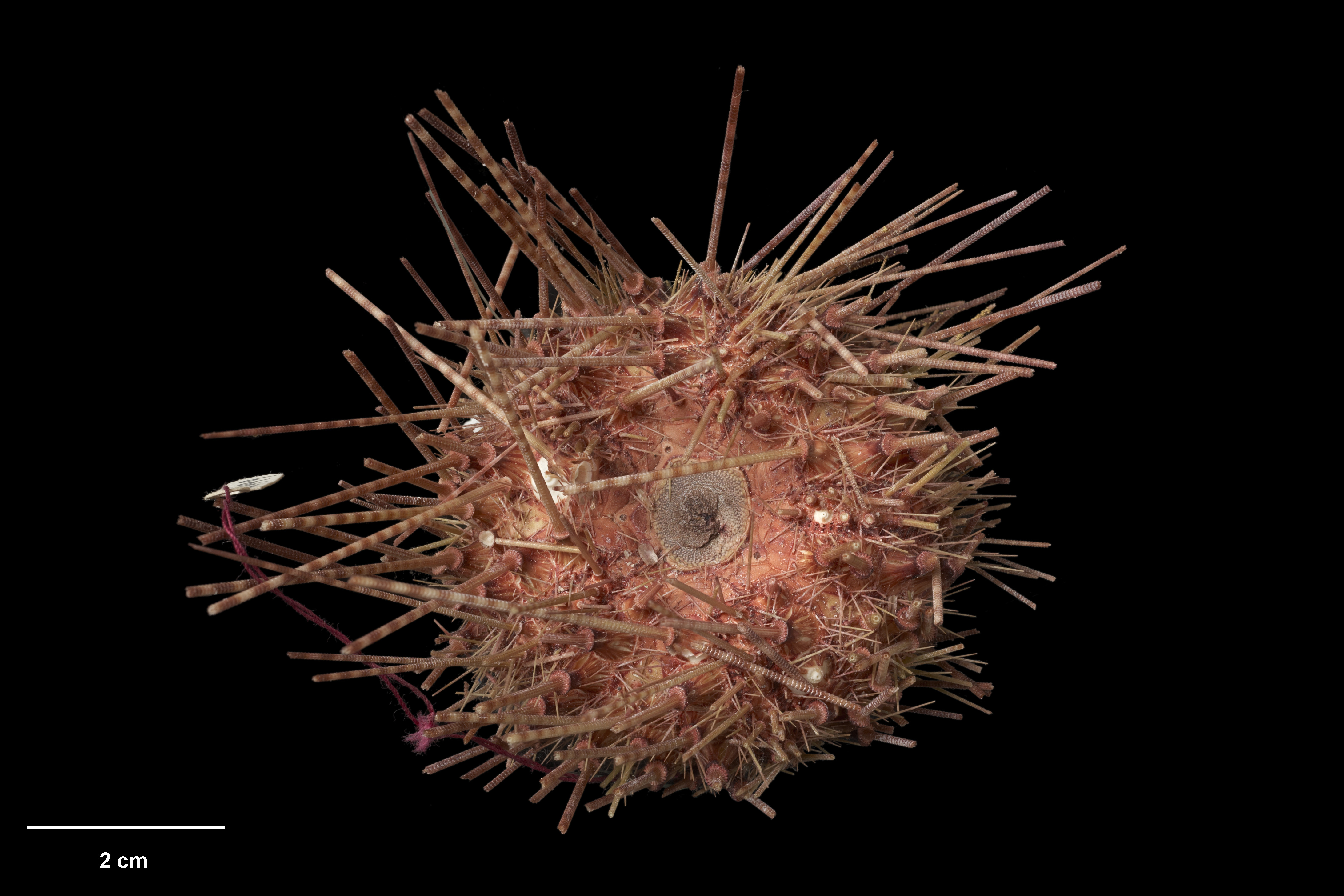
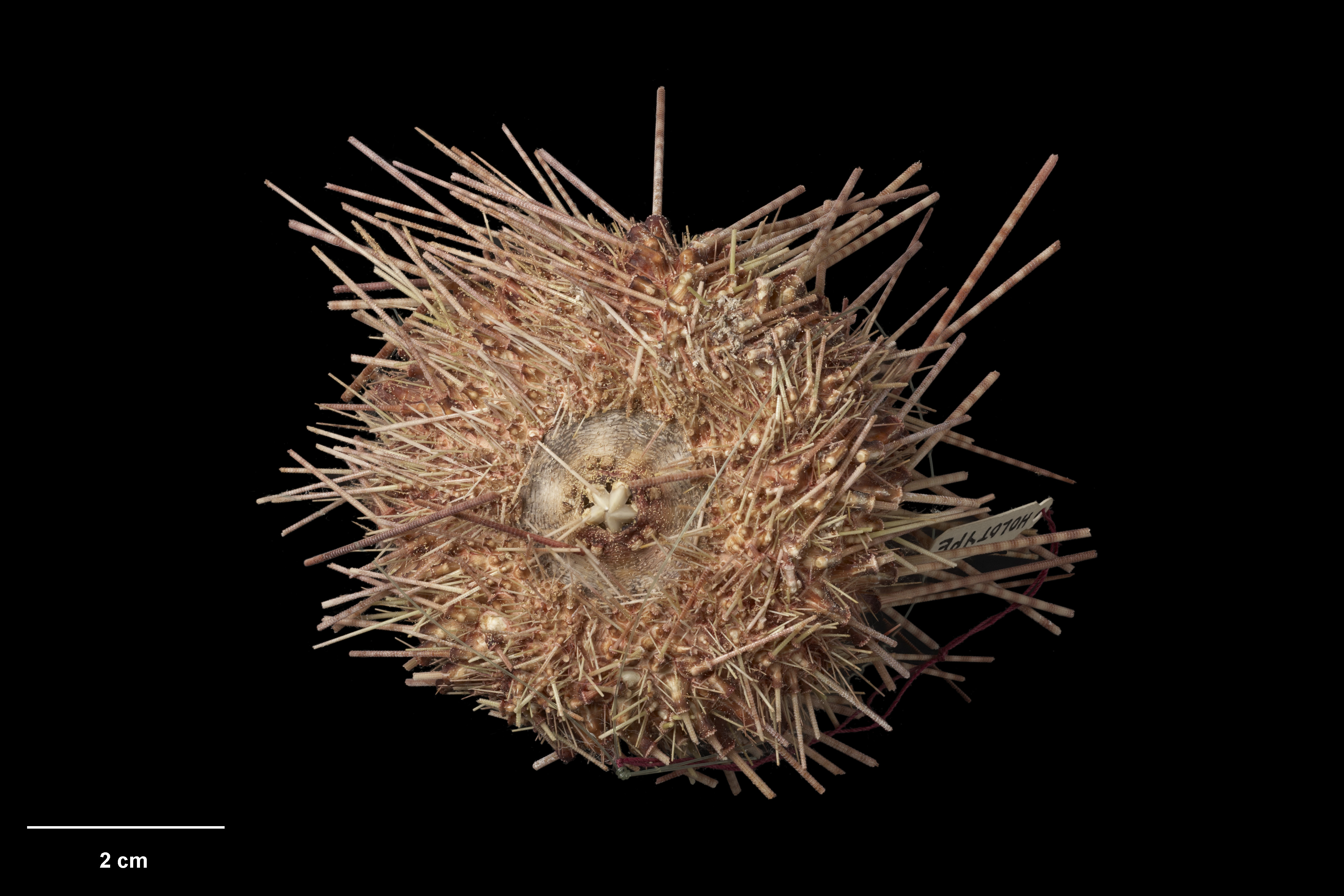
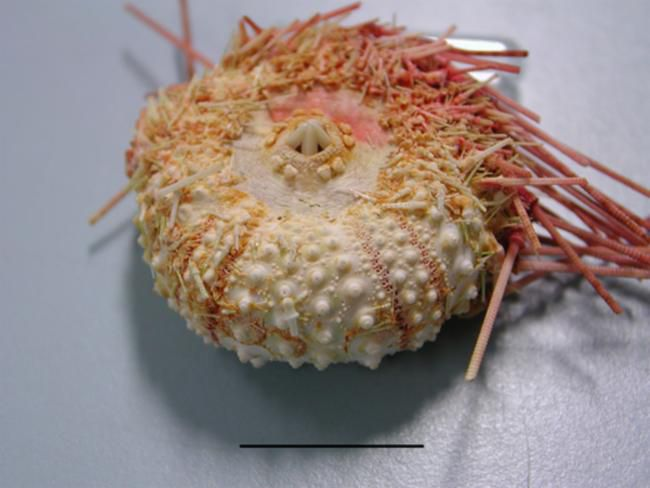

## Répartition
Son aire de répartition recouvre le sud-ouest de l'océan Pacifique, du sud de l'Australie à la Nouvelle-Zélande.
On peut le trouver sur des substrats durs riches en algues, le plus souvent à faible profondeur, souvent en petits groupes mais parfois isolés. Il préfère les eaux calmes.

## Écologie et comportement
Il se nourrit principalement d'algues, qu'il broute de nuit, mais est aussi un omnivore opportuniste, pouvant consommer certains invertébrés sessiles, des débris et des charognes. Comme tous les Diadematidae, il est pourvu d'organes photosensibles sur la partie aborale du test, lui permettant de voir au-dessus de lui afin d'orienter ses radioles (épines) vers d'éventuelles menaces
La reproduction est gonochorique, et mâles et femelles relâchent leurs gamètes en même temps en pleine eau, où œufs puis larves vont évoluer parmi le plancton pendant quelques semaines avant de se fixer.

## Diadema palmeriet l'Homme
Diadema palmeri a une assez bonne « vue », procurée par les photorécepteurs disposés sur son test : cela lui permet d'orienter efficacement ses épines vers les menaces potentielles, comme la main d'un plongeur, afin d'en optimiser l'angle de pénétration. Une fois à l'intérieur d'un tissu étranger, ces épines se brisent très facilement en plusieurs morceaux très difficiles à retirer et peuvent entraîner un risque d'infection.
Une partie de ses épines (« radioles ») les plus courtes sont pourvues de venin dans leur matrice, comme souvent dans cette famille : leur piqûre est donc particulièrement douloureuse, et potentiellement dangereuse. Heureusement, sa taille et surtout sa couleur le rendent généralement suffisamment visible aux nageurs, qui peuvent l'éviter facilement.

### Onomastique
« Diadema » vient du grec diadema, « diadème » (évoquant le port et la beauté de l'animal) ; Palmeri est une référence au biologiste américain Theodore Sherman Palmer.
En anglais, il est souvent appelé « Red Diadem urchin », pour le différencier de ses cousins.

## Publication originale
- (en) A. N. Baker, « Two New Echinoids from Northern New Zealand, including a New Species of Diadema », Transactions of the Royal Society of New Zealand, zoology, vol. 8,‎ 1967, p. 239-245.